# Brentwood (Tennessee)
Brentwood é uma cidade localizada no estado norte-americano de Tennessee, no Condado de Williamson.

## Demografia
Segundo o censo norte-americano de 2000, a sua população era de 23.445 habitantes. 
Em 2006, foi estimada uma população de 33.789, um aumento de 10344 (44.1%).

## Geografia
De acordo com o United States Census Bureau tem uma área de 
89,8 km², dos quais 89,7 km² cobertos por terra e 0,1 km² cobertos por água.

## Localidades na vizinhança
O diagrama seguinte representa as localidades num raio de 16 km ao redor de Brentwood. 